# Широке (Куп'янський район)
Широ́ке — село в Україні, у Вільхуватській сільській громаді Куп'янського району Харківської області. Населення становить 35 осіб. До 2020 орган місцевого самоврядування — Вільхуватська сільська рада.

## Географія
Село Широке розташоване на балці Дідова, на відстані 2 км від сіл Попельне (ліквідоване), Озерне та Устинівка. До села примикає невеликий лісовий масив (дуб, осика).

## Історія
12 червня 2020 року, відповідно до розпорядження Кабінету Міністрів України  № 725-р «Про визначення адміністративних центрів та затвердження територій територіальних громад Харківської області», увійшло до складу Вільхуватської сільської громади.
19 липня 2020 року, в результаті адміністративно - територіальної реформи та ліквідації Великобурлуцького району, село увійшло до складу Куп'янського району Харківської області.